# Joel Silva
Joel Alberto Silva Estigarribia (Carapeguá; 13 de enero de 1989) es un futbolista paraguayo. Juega como Guardameta y su actual equipo es el Club Fernando de la Mora disputando la División Intermedia 2022. Fue internacional con la Selección paraguaya de futbol en varios procesos desde las juveniles.

## Trayectoria

### Inicios
Joel Silva, quien se inició en el club Tte 1º Adolfo Rojas Silva de su ciudad natal, Carapeguá desde muy pequeño demostró su gran talento como portero y 'atajapenales'.
Quien luego pasaría a formar parte de la selección Sub-15 de la Liga Carapegueña de Futbol. Posteriormente su buen desempeño defendiendo al seleccionado carapegueño, lo llevaría a la capital Asunción de Paraguay.

### Club Guaraní
Es un joven golero de estimables condiciones que se ha sabido ganar la titularidad defendiendo el arco de Guaraní sobre la base de sus destacadas actuaciones en varios partidos de la Primera División de Paraguay, entre las temporadas de 2007 y principalmente de 2008, donde fue subcampeón del Torneo Clausura de la Primera División de Paraguay. .

### Deportes Tolima
Para el 2015 llega al club Deportes Tolima y se destaca por atajarle 2 penales en una semifinal al jugador Juan Fernando Caicedo, 3 más en la Copa Sudamericana al Carabobo Fútbol Club, en la tanda de penales que Finalizó 3 - 1 a favor del conjunto pijao que se clasificaría a segunda fase y al Junior de Barranquilla en la victoria 2 - 0 del conjunto de Ibagué quien se clasificaría a octavos de final de esta competición.
El 2016 fue un gran año para el y su equipo el Deportes Tolima ya que le dio el paso a semifinales de la liga colombiana en el segundo semestre vs Patriotas de Boyacá atajando dos penales para darle el paso a la semifinal y así mismo darle el paso a la final del fútbol colombiano cuando le atajo 1 penal al Bucaramanga FC en el partido de ida de la final igualaron 0 a 0 vs Independiente Santa Fe y en la final de vuelta independiente Santa Fe ganó con 1 tanto a 0 para así quedar campeones de la liga águila II en el global 1 a 0.

### Deportivo Capiatá
El 17 de junio de 2018 siendo campeón en el fútbol colombiano con Tolima, se convirtió en nuevo arquero del Club Olimpia por cuatro años pero fue cedido a préstamo a Club Deportivo Capiatá..Tras acordar su rescisión con Olimpia, es un jugador libre.

## Selección nacional
De hecho, Joel fue el portero titular y capitán El director técnico Adrián Coria confirmó ayer al golero Joel Silva como capitán del equipo albirrojo de la Selección nacional Sub-20 que compitió en el Campeonato Sudamericano de la categoría, celebrado en Venezuela, en el cual logró el subcampeonato y una plaza para disputar el Mundial Sub-20 de Egipto.
Su buen desempeño le permitió ser objeto de sobrados elogios por parte de la prensa especializada, a tal punto que ha sido citado en más de una oportunidad por el seleccionador nacional Gerardo Martino para integrar el plantel albirrojo en algún encuentro amistoso de carácter internacional.

## Clubes
| Club                     | País     | Año         |
| ------------------------ | -------- | ----------- |
| Club Guaraní             | Paraguay | 2007 - 2012 |
| Club Sportivo Luqueño    | Paraguay | 2013        |
| Club Guaraní             | Paraguay | 2013 - 2014 |
| Deportes Tolima          | Colombia | 2015 - 2018 |
| Club Deportivo Capiatá   | Paraguay | 2018 - 2019 |
| Club Olimpia             | Paraguay | 2019 - 2020 |
| Club Deportivo Capiata   | Paraguay | 2021        |
| Club Fernando de la Mora | Paraguay | 2022 - 2023 |
|                          |          |             |

## Estadísticas
| Club Guaraní Paraguay         | 2007                | 0   | 0 | 0  | 0 | -  | -  | 0   | 0 |    |   |
| Club Guaraní Paraguay         | 2008                | 40  | 0 | 0  | 0 | -  | -  | 40  | 0 |    |   |
| Club Guaraní Paraguay         | 2009                | 5   | 0 | 0  | 0 | 4  | 0  | 9   | 0 |    |   |
| Club Guaraní Paraguay         | 2010                | 2   | 0 | 0  | 0 | -  | -  | 2   | 0 |    |   |
| Club Guaraní Paraguay         | 2011                | 22  | 0 | 0  | 0 | 1  | 0  | 23  | 0 |    |   |
| Club Guaraní Paraguay         | 2012                | 16  | 0 | 0  | 0 | -  | -  | 16  | 0 |    |   |
| Club Guaraní Paraguay         | Total               | 56  | 0 | 0  | 0 | 5  | 0  | 61  | 0 |    |   |
| Sportivo Luqueño Paraguay     | 2013                | 35  | 0 | 0  | 0 | -  | -  | 35  | 0 |    |   |
| Sportivo Luqueño Paraguay     | Total               | 35  | 0 | 0  | 0 | 0  | 0  | 35  | 0 |    |   |
| Club Guaraní Paraguay         | 2014                | 20  | 0 | 0  | 0 | -  | -  | 20  | 0 |    |   |
| Club Guaraní Paraguay         | Total               | 20  | 0 | 0  | 0 | 0  | 0  | 20  | 0 |    |   |
| Deportes Tolima · Colombia    | 2015                | 48  | 0 | 9  | 0 | 6  | 0  | 63  | 0 |    |   |
| Deportes Tolima · Colombia    | 2016                | 34  | 0 | 8  | 0 | 2  | 0  | 44  | 0 |    |   |
| Deportes Tolima · Colombia    | 2017                | 44  | 0 | 0  | 0 | 2  | 0  | 46  | 0 |    |   |
| Deportes Tolima · Colombia    | 2018                | 9   | 0 | 2  | 0 | -  | -  | 11  | 0 |    |   |
| Deportes Tolima · Colombia    | Total               | 135 | 0 | 19 | 0 | 10 | 0  | 164 | 0 |    |   |
| Deportivo Capiatá Paraguay    | 2018                | 20  | 0 | 0  | 0 | -  | -  | 20  | 0 |    |   |
| Deportivo Capiatá Paraguay    | 2019                | 19  | 0 | 0  | 0 | -  | -  | 19  | 0 |    |   |
| Deportivo Capiatá Paraguay    | Total               | 39  | 0 | 0  | 0 | 0  | 0  | 39  | 0 |    |   |
| Club Olimpia 🇵🇾 Paraguay      | 2019 2020           | 10  | 0 | 0  | 0 | 10 | 0  |     |   |    |   |
| Deportivo Capiatá 🇵🇾 Paraguay | 2021                | 17  | 0 | 17 | 0 | 0  | 0  | 0   | 0 | 17 | 0 |
| Total                         | 17                  | 17  | 0 | 0  | 0 | 0  | 17 | 0   |   |    |   |
| Fernando de la Mora Paraguay  | 2022                | 30  | 0 | 0  | 0 | 0  | 0  | 30  | 0 |    |   |
| Fernando de la Mora Paraguay  | Total               | 30  | 0 | 0  | 0 | 0  | 0  | 30  | 0 |    |   |
| Total en su carrera           | Total en su carrera | 372 | 0 | 19 | 0 | 15 | 0  | 366 | 0 |    |   |

## Palmarés

### Campeonatos nacionales
| Título          | Club            | País     | Año  |
| --------------- | --------------- | -------- | ---- |
| Torneo Apertura | Guaraní         | Paraguay | 2010 |
| Torneo Apertura | Deportes Tolima | Colombia | 2018 |
| Torneo Clausura | Club Olimpia    | Paraguay | 2019 |